# Cellule de Langerhans
Ne doit pas être confondu avec Îlot de Langerhans ou cellule géante de type Langhans.

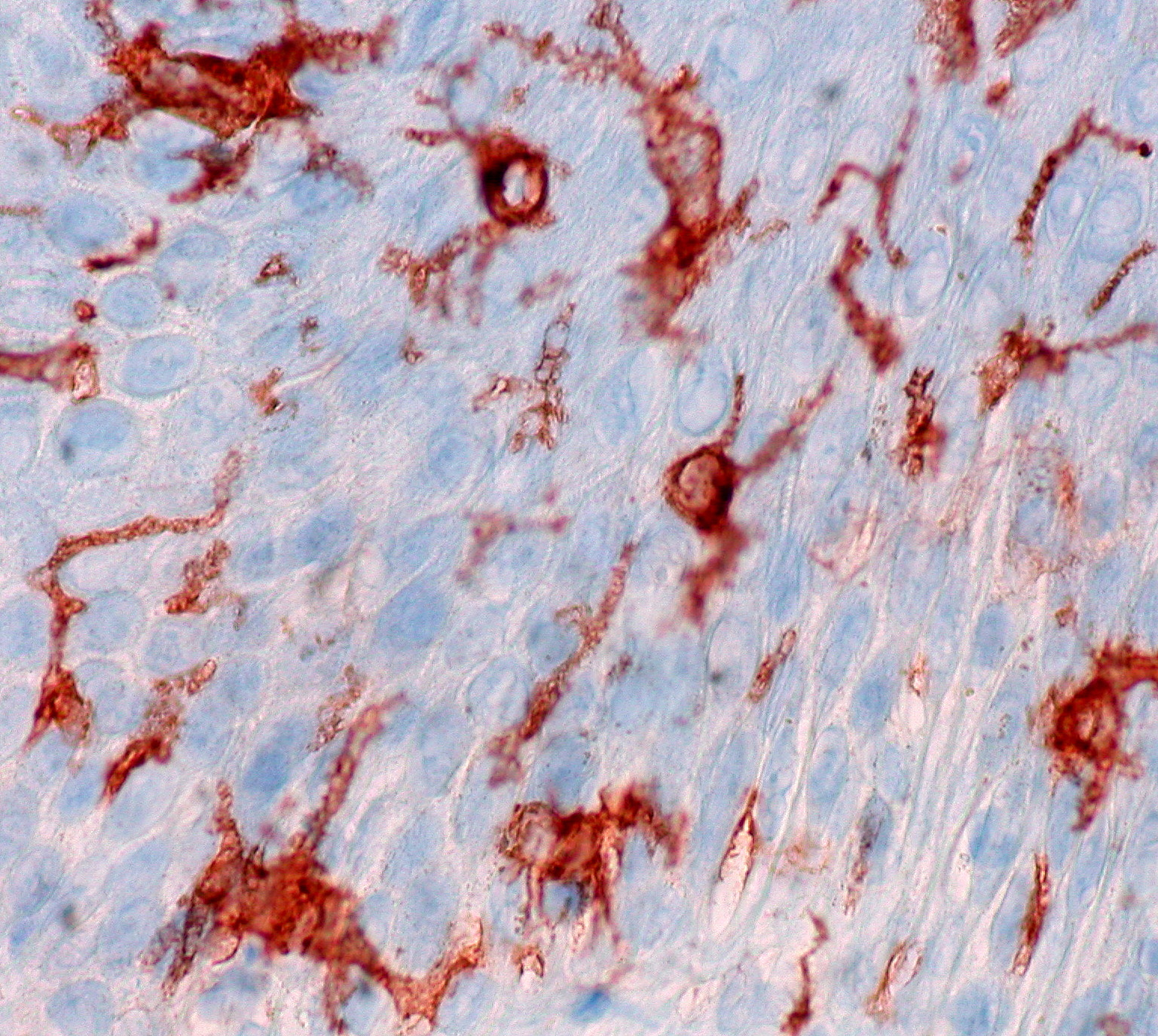
Cellules de Langerhans dans l'épiderme

Les cellules de Langerhans sont des macrophages résidents du système immunitaire présents la couche épithéliale . Ils sont des présentateurs d'antigènes. On les retrouve dans le tissu cutané, entre les kératinocytes des couches basale et épineuse de l'épiderme et plus particulièrement dans la couche épineuse, les ganglions lymphatiques et quelques autres organes (muqueuse malpighienne de la cavité buccale et de la cavité vaginale, muqueuse vésicale), concernées par la réponse immunitaire et qui contiennent des granules de Birbeck. Elles présentent également une indentation nucléaire.
Il ne faut pas les confondre avec :
- les cellules géantes de type Langhans, que l'on retrouve dans l'inflammation granulomateuse, comme la tuberculose ;
- les îlots de Langerhans, cellules du pancréas.

## Origine
Ce ne sont pas des cellules épidermiques, car elles proviennent de la transformation de monocytes hépatiques fœtaux et migrent, au cours de l'embryogenèse, vers l'épiderme où elles s'intercalent entre les kératinocytes sur toute la hauteur de la couche malpighienne.

## Description
Ce sont des cellules qui comportent une douzaine de prolongements formant un réseau entourant les kératinocytes. Elles jouent un rôle immunologique en contrôlant la présence d'antigènes et sont capables de déplacement.
Les cellules contiennent des granule de Birbeck, vue en microscopie électronique et contenant de la langérine.

## Fonction
Les cellules de Langerhans constituent une des premières défenses immunitaires. Elles ont pour rôle de capter les antigènes parvenant à traverser l'épithélium cutané, de les apprêter, puis de migrer, sous l'influence du CCR7 (en) vers les tissus lymphoïdes secondaires, pour les présenter aux lymphocytes à l'aide de leur CMH de classe II.
Les antigènes sont reconnus par les cellules de Langerhans à l'aide d'une CLR (C-type Lectin Receptor) particulière appelée langérine (en) Ce récepteur de reconnaissance de motifs moléculaires particulier leur permet des reconnaitre les motifs moléculaires associés aux pathogènes et d'engendrer leur phagocytose.

## Maladie
La prolifération de ces cellules est responsable d'une Histiocytose langerhansienne.

## Histoire
Leur nom vient de Paul Langerhans, médecin et biologiste allemand, qui les découvrit et en fit la première description lors de ses études de médecine. Il les considéra au départ comme étant des cellules du système nerveux, à cause de leur aspect dendritique.